# Levin Öztunalı
Levin Öztunalı (Hamburgo, 15 de março de 1996) é um futebolista profissional alemão que atua como meia.

## Carreira
Levin Öztunalı começou a carreira no Bayer Leverkusen.

## Títulos
Alemanha
- Campeonato Europeu Sub-21: 2017